# 엄앵란
엄앵란(嚴鶯蘭, 본명: 엄인기, 본명 한자: 嚴仁基, 1936년 4월 11일(음력 3월 20일) ~ )은 대한민국의 배우이다. 1956년 영화 《단종애사》로 데뷔하였다.

## 출연작

### 영화
- 단종애사 (1956년)
- 눈 나리는 밤 (1958년)
- 로맨스 빠빠 (1960년)
- 하녀 (1960년)
- 와룡선생 상경기 (1962년)
- 두만강아 잘 있거라 (1962년)
- 김약국의 딸들 (1963년)
- 니가 잘나 일색이냐 (1964년)
- 남과 북(1964)
- 맨발의 청춘 (1964년)
- 떠날 때는 말없이 (1964년)
- 적자 인생 (1965년)
- 친정 어머니 (1966년)
- 태양은 다시 뜬다 (1966년)
- 말띠 신부 (1966년)
- 증언 (1974년)

### TV 드라마
- 《딸부잣집》 (KBS 한국방송공사, 1995년)
- 《남자 셋 여자 셋》 (MBC 문화방송, 1996년)
- 《달팽이》 (SBS 서울방송, 1997년)
- 《행진》 (SBS 서울방송, 1999년)
- 《칼잡이 오수정》 (SBS 서울방송, 2007년) - 결혼정보회사 이사 역

### TV CF 광고
- 1974년 ~ 1976년 한국화이자 콤반트린
- 1985년 동성제약 오리리 카바마크
- 1985년 일양약품 아스마 에스
- 1985년 ~ 1990년 일양약품 영비천 (남편 신성일하고 함께 출연)
- 1993년 오리리 화장품 오리리 세레쥬
- 1998년 한독 케토톱 (With. 이계진)
- 1999년 BYC
- 1999년 삼양바이오팜 류마스탑 (Feat. 남궁원)
- 1998년 ~ 2000년 오리온 포카칩 (Feat. 김진, 박시은)
- 2008년 다영푸드 삼백초오리 오리정식전문점 신토불이

### 라디오 CF 광고
- 1985년 동성제약 오리리 카바마크
- 1998년 오리온 포카칩
- 1999년 BYC
- 1999년 삼양바이오팜 류마스탑 (Feat. 남궁원)
- 2002년 깨끗한나라 테나언더웨어
- 2002년 SK텔레콤 스피드011카라
- 2005년 명지건설 엘펜하임
- 2008년 다영푸드 삼백초오리 오리정식전문점 신토불이

### 예능 프로그램
- KBS 1TV 아침마당
- KBS 2TV TV는 사랑을 싣고
- KBS 2TV 엄앵란의 사랑방
- KBS 2TV 엄앵란, 이택림의 사랑방
- MBC TV 7옥타브 (2007.05.23~2008.01.30)
- MBN 속풀이쇼 동치미 (2012.11.17~2015.12.26)

## 수상
- 1963년 제1회 청룡영화상 인기여우상
- 1964년 제2회 청룡영화상 인기여우상
- 1965년 제3회 청룡영화상 여우주연상
- 1966년 제5회 대종상영화제 여우주연상